# Cyril Baselios Malancharuvil
Cyril Baselios Malancharuvil właśc. James Malancharuvil OIC (ur. 16 sierpnia 1935 w Ullannor, zm. 18 stycznia 2007 w Thiruvananthapuram) – indyjski duchowny katolicki obrządku malankarskiego, arcybiskup większy Trivandrum, zwierzchnik Kościoła Syromalankarskiego.

## Życiorys
Od 1951 w Bethany Ashram (OIC). W 1960 uzyskał licencjat z filozofii i teologii na Ateneum Papieskim w Pune (Indie) oraz przyjął święcenia kapłańskie (4 października 1960). Ukończył prawo kanoniczne na Papieskim Uniwersytecie Gregoriańskim w Rzymie; następnie profesor teologii w seminarium regionalnym św. Tomasza w Kottayam i w Papieskim Seminarium Międzyobrządkowym w Alwaye. W 1970 uzyskał dyplom w zakresie psychologii na Uniwersytecie św. Jana w Nowym Jorku (Saint John’s University, New York). Konsultor Papieskiej Komisji ds. Rewizji Kodeksu Wschodniego Prawa Kanonicznego. Od 24 kwietnia 1974 przełożony generalny Zgromadzenia Naśladowania Chrystusa (OIC). 28 grudnia 1978 mianowany przez Jana Pawła II biskupem nowo utworzonej eparchii Battery dla katolików obrządku syromalankarskiego.
Od 6 listopada 1995 arcybiskup metropolita Trivandrum i zwierzchnik Syromalankarskiego Kościoła Katolickiego, 10 lutego 2005 mianowany arcybiskupem większym Trivandrum. W latach 2000–2004 przewodniczył indyjskiej Konferencji Episkopatu.
Zmarł na atak serca 18 stycznia 2007.